# Nicolaas Pierson
Nicolaas Pierson (Amsterdam, 7 febbraio 1839 – Heemstede, 24 dicembre 1909) è stato un politico olandese, primo ministro dei Paesi Bassi dal 27 luglio 1897 al 31 luglio 1901.

## Biografia
Dopo esser stato professore di Economia e Statistica all'Università di Amsterdam e direttore della Banca Nazionale olandese (De Nederlandsche Bank) venne chiamato a ricoprire la carica di Ministro delle Finanze del governo Gijsbert Van Tienhoven.
Nel 1897 viene nominato primo ministro e dopo la fine della sua esperienza di governo venne eletto in Parlamento (1905-1909).

## Vita privata
Nel 1862 Pierson sposa Catharina Rutgera Waller dalla quale non ebbe figli.

## Opere
Le due opere principali di Pierson sono dei testi di economia:
- Grondbeginselen der Staathuiskunde;
- Leerboek der Staathuiskunde (tradotto in inglese e italiano).